# IMatch
IMatch (engl. Match Image Management) ist eine Software zur Bilderverwaltung für Windows. Bilder lassen sich importieren und in Kategorien einordnen. Die erste Version von IMatch erschien 1998.
IMatch verwaltet über 100 Dateiformate. Rohdatenformate werden über WIC (Windows Imaging Component) Codecs bzw. in IMatch implementierte Routinen gelesen. IMatch unterstützt alle relevanten Metadatenformate, wie unter anderen: IPTC, Exif, GPS, XMP, PDF, ID3. Die meisten Formate können sowohl gelesen als auch geschrieben werden. Es implementiert die Vorgaben der Metadata Working Group und des IPTC Komitees. Dies garantiert einen reibungslosen Austausch von Metadaten mit anderen Anwendungen und Diensten.
Das Programm richtet sich mit seinem Funktionsumfang und der Möglichkeit, Archive mit mehreren hunderttausend Bildern sowohl auf lokalen wie auch auf entfernbaren Speichermedien verwalten zu können, vor allem an anspruchsvolle Amateurfotografen, Profis und Anwender in Firmen, der Forschung und in Behörden.
IMatch hat eine eingebaute Versionsverwaltung und kann Dateien stapeln. Änderungen an Metadaten oder Schlüsselwörtern können automatisch auf alle Versionen einer Datei angewendet werden.
Die Software bietet des Weiteren eine Ähnlichkeitssuche zum leichteren Finden von Duplikaten, ist mit einer eigenen Scriptsprache erweiterbar und kann vom lizenzierten Benutzer auf beliebig vielen Computern benutzt werden.
Über eine Vielzahl von Import- und Exportmodulen lassen sich Bilder und Daten importieren und exportieren. Eine leistungsfähige Stapelverarbeitung sowie Web Publishing sind ebenfalls integriert.